# Georg Philipp Telemann
Georg Philipp Telemann (Magdeburg, 14 de març de 1681 - Hamburg, 25 de juny de 1767) fou un compositor alemany. Situat juntament amb Johann Sebastian Bach i Georg Friedrich Händel al cim de la música barroca alemanya.

## Biografia
Fill d'un pastor evangèlic, quedà orfe als 4 anys; inicià els estudis en la seva vila nadiua i els prosseguí, a partir de 1694, a Clausthal-Zellerfeld a les muntanyes Harz (Saxònia) i, des de 1698, en la residència episcopal catòlica de Hildesheim. Dotat d'un gran talent musical, rebé la primera instrucció musical a Magdeburg. Tal com ell mateix narra en les seves tres biografies, continuà els estudis musicals en secret, fins que a Clausthal va rebre suport del seu protector i dels músics aficionats del poble, cosa que li va permetre estudiar lliurement i escriure els primers motets i les primeres Tafelmusiken (perdudes). A Hilsenheim gaudí d'unes condicions privilegiades, ja que es trobava molt a prop de centres culturals i musicals com Hannover i Brunswick, on eren freqüents les òperes de Lully i Campra; en aquesta època començà a escriure Lieder i petites obres teatrals de les quals se'n conserven poques dades. Fonamentalment, Telemann fou un músic autodidacte despullat d'esquemes acadèmics i obert a les influències dels diferents estils i modes de l'època.
El 1701 es traslladà a Leipzig per estudiar Dret, però sobretot s'entregà a les activitats musicals. Fundà el Collegium Musicum que més tard va ser fonamental en la vida musical de Leipzig. El Consell de la ciutat li encarregà la composició d'una cantata litúrgica cada quinze dies per a l'església de Sant Tomàs, en alternança amb el kantor Johann Kuhnau, amb qui va establir una dura competència. El 1704 fou nomenat organista i director musical de la Neue Kirche, i reuní al seu entorn nombrosos estudiants, d'aquesta forma, aviat es va fer cèlebre la seva producció musical de tipus religiós, entre les que hi abunden més les cantates solistes que les corals, malgrat que a vegades inclou acompanyament instrumental concertant. A més de les cantates nupcials, en aquest període són nombroses les seves composicions operístiques, les àries virtuosístiques per a les ocasionals execucions del Collegium i les seves aportacions a l'Òpera de Leipzig, fundada el 1693.

## Einsenach
La seva fama es va estendre ràpidament, i el 1705 a Sorau fou nomenat mestre de capella de la cort del comte Erdmann II de Promnitz, en la biblioteca del qual va poder enriquir la seva pròpia cultura, i amb el que viatjà a Polònia, on va poder conèixer els músics més famosos i escoltar les seves obres, El 1708 entrà al servei del duc Joan Guillem de Saxònia-Eisenach, cort molt oberta a la cultura francesa. Posteriorment en nomenar-lo mestre de capella, el duc s'assegurà la seva aportació de composicions originals fins a la seva mort. Durant la seva estada a Eisenach, Telemann va escriure cantates sacres i profanes, concerts instrumentals i música de cambra; també sembla que va entrar en contacte més o menys directe (o que inclús, mantingueren certa amistat) amb J. S. Bach, ja que el 1714 fou padrí en el bateig del seu fill Carl Philipp Emanuel Bach.
El 1712 passà ser mestre de capella de l'església dels Descalços i de Santa Catalina de Frankfurt, per la que componia una cantata cada diumenge; tingué una intensa activitat, fundà un altre "Collegium Musicum" i patrocinà nombroses execucions de música profana pròpia i aliena en importants centres, pel que més tard fou nomenat director musical de la ciutat.
En aquest període la producció de Telemann és vastíssima que li valgué una gran fama internacional. A més de les seves composicions de cambra, vocals i instrumentals, entre les diferents i discutides obres sacres que se l'atribueixen destaquen la Passió amb text de B. E. Brockes Der für die Sünden der Welt gemartete und sterbende Jesus (1716), text emprat també per R. Keiser i Handel, i els Fünf Davidische Oratorien (1718). Els seus serveis se'ls disputaven els ducats de Bayreuth, Gotha i Weimar, així com la ciutat de Leipzig, en la que renuncià al càrrec de Thomaskantor, que d'aquesta manera aquest passà a un jove J.S. Bach, el 1722. Telemann fou nomenat el 1721 Kantor del Johanneum i director de música de les cinc esglésies més importants d'Hamburg. Seguí component cantates per les grans festivitats, donà nova vida al "Collegium Musicum" fundat per Matthias Weckmann, i organitzà i presentà una sèrie de concerts d'abonament amb obres de cambra i sacres seves i d'altres autors.

## Hamburg
Entre la seva producció a Hamburg, molt gran però dispersa, s'hi troben les famoses Tafelmusiken, en la qual sèrie de 1733 apareix una extensa llista d'encàrrecs i noms de col·laboradors il·lustres. Un èxit semblant fou aconseguit pels Nous quartets en sis suites, de 1738, editats a París. A Hamburg va fer renàixer el melodrama en el teatre de l'Òpera, cèlebre mercès a l'obra de Reinhard Keiser, per al que va compondre diverses obres; entre els melodrames de Telemann es recorden Der gedultige Socrates (1721) i Emma und Eginard (1728). Entre els seus intermedis destaca Die ungleiche Heyrath zwischen Vespetta und Pimpinone, també coneguda simplement com a Vespetta i Pimpinone (1725).
En la seva llarga i activa vida, que, en general, fou força serena i feliç, malgrat el fracàs dels seus dos matrimonis, va mantenir un gran nombre d'amistats i relacions i un frenètic ritme d'activitat musical, mercès a la seva enorme facilitat d'escriptura. També es dedicà als estudis teòrics, i, el 1767, publicà el seu assaig Letzte Beschäftigung G. Ph. Ts. bbestehend aus einer musikalischen Klang und Intervallen-Tafel: anteriorment, el 1728, havia començat a escriure en la revista Der Getreue Musik-meister. Així mateix s'interessà per la profunditzàcio i innovació en el camp de la impressió dels texts musicals i experimentà sistemes molt més ràpids que els de la seva època, que permetien una millor edició i difusió de les seves pròpies obres.

## Bach i Telemann
Comparat directament amb J. S. Bach, Telemann, mentre va viure, fou considerat igual o superior a ell, malgrat que més tard fou injustament considerat. En el segle xx, amb el renaixement de Bach, la crítica tornà a replantejar les seves posicions i, malgrat considerar-lo menys gran que aquell, destacà la seva gran talla com a innovador. La seva música, que formalment és barroca, presenta una gran varietat estilística i expressiva que sovint recorre a fórmules melòdiques i rítmiques eslaves, restant també oberta a un elegant descriptivisme. A pesar de les seves múltiples edicions, la seva producció a voltes presenta llacunes, el que ha donat lloc a llargs i complicats estudis destinats a ordenar i sistematitzar l'edició de la seva Òpera Omnia. Moltes de les seves obres s'han conservat dintre de misses, en copies més o menys autèntiques, parts de les quals foren destruïdes en el transcurs de la Segona Guerra Mundial.
Per això, qualsevol llista d'obres que es doni sempre serà molt aproximativa. La producció religiosa de Telemann és la que més s'ajusta a la tradició barroca pura; en els seus 18 oratoris i 49 passions (molt semblants a les de Bach), per a solistes, cor i orquestra, s'aprecia un gran coneixement compositiu i una enorme originalitat melòdica i instrumental, que assoleix amagar la pressa creativa de tots els <encàrrecs>, siguin suficients com mostra:
- Das selig Erwägen (1728);
- Der Tod Jesu (1757);
- Das befreite Israel (1759);
- Die Auferstehung und Himmelfahrt Christi (1760);
- Der Tag des Gerichts (¿1762?).

Característiques semblants ofereixen les seves 1.800 cantates litúrgiques, sacres i de celebració, salms, motets, magnificats i misses. També cal citar altres obres vocals profanes, oratoris, cantates per a una o dues veus, cor i instruments, entre les quals destaquen les cantates nupcials, 640 serenates, odes i Lieder. Telemann va compondre unes 25 obres teatrals, de les que molt poques es conserven completes. Influïdes per l'escola francesa, aquestes composicions abunden en passatges de conjunt i corals, amb actituds galants i rococós i certa tendència a la contemplació de la naturalesa; també s'aprecia la influència italiana, que es manifesta en l'habilitat dels concertants entre veus i instruments.
La seva adhesió a la més pura tradició alemanya pot veure's així mateix en la caracterització dels personatges en l'autonomia dels temes vocals i en la unió de situacions i personatges seriosos i còmics. En aquesta última tipologia destaca, per exemple, en les seves obres de 1721 i 1728, anteriorment citades, i en els seus entremitjos, com Vespetta i Pimpinone (amb llibret de P. Pariati, dels quals solos recitatius foren traduïts a l'alemany per J. Ph. Praetorius), que continua conservant la seva vitalitat, i amb la que Telemann tractà de crear una òpera còmica alemanya; Vespetta i Pimpinone és considerada com la primera òpera còmica de la història, ja que és anterior en vuit anys a La serva padrona de Pergolesi. Un altre exemple d'aquestes característiques és Don Quichotte der Löwenritter (1735), malgrat que hagi estat classificada generalment com una serenata.
Telemann fou també molt fecund en la composició instrumental, amb unes 600 obres, de distints gèneres: 1121 obertures, sinfonies i divertimenrs, 120 concerts per a diferents instruments, sonates per a un o més instruments i baix continu, sonates a tres veus, quartets i composicions per a instruments de teclat i llaüt. En la seva música instrumental s'uneixen l'esperit clàssic i el rococó, amb una tendència a l'estil galant, com succeeix en les Tafelmusiken. La història de la música recorda també el seu nebot i deixeble Georg Michael Telemann (1748-1831), que també fou autor de música instrumental i vocal, escriptor d'obres teòriques.
La seva obra és vastíssima: al voltant de 1.000 suites per a orquestra, multitud de concerts per a diversos instruments, unes 40 òperes i nombroses obres religioses com oratoris, cantates i passions. Aquesta immensa obra és catalogada en el Telemann Werke Verzeichnis (TWV).
A més de la seva tasca compositiva, Telemann es dedicà a la promoció i difusió musical, creant associacions musicals com el Collegium Musicum de Leipzig, que més tard dirigí J. S. Bach, o publicant revistes musicals.
Amic personal de Bach i de Händel, fou considerat en el seu temps el compositor més important d'Alemanya. Per alguna correspondència que Telemann mantingué amb Händel, sabem de la seva afició a la botànica i a les plantes exòtiques, que cultivava al seu jardí d'Hamburg.
Les seves obres més destacades són:
- L'anomenada Tafelmusik (Música de sobretaula), recull de suites i concerts per a orquestra;
- La suite orquestral Wassermusik (Música aquàtica);
- L'òpera còmica Pimpinone;
- L'Oratori Der Tag des Gerichts (El dia del Judici Final);
- La Suite orquestral Don Quichotte (El Quixot);
- La Passió segons Sant Marc.